# Agar sangue

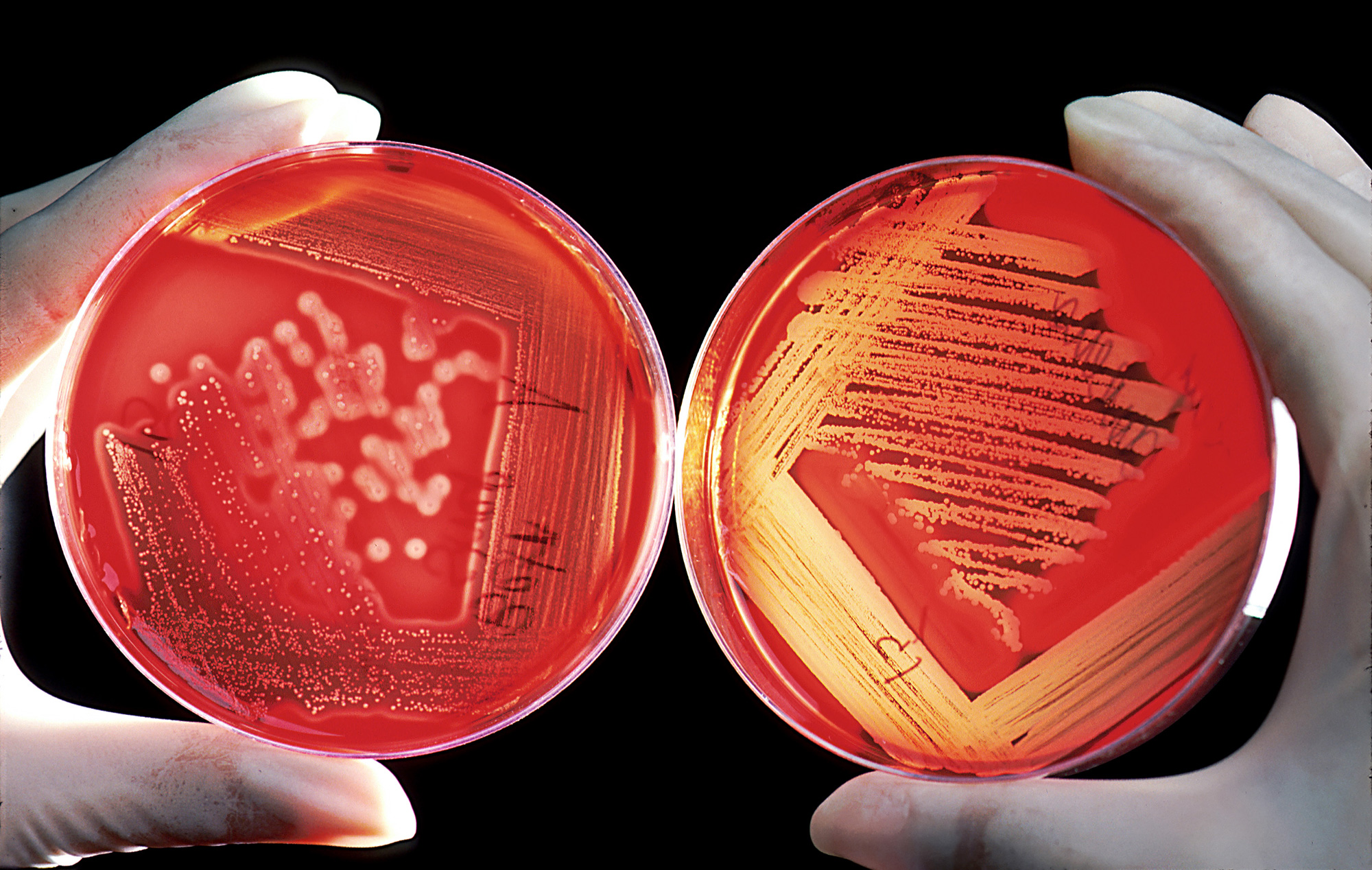
Agar sangue. A sinistra, agar sangue positivo per Stafilococco. A destra, agar sangue positivo per Streptococco.

L'Agar sangue è un terreno di coltura pronto in piastra per uso generale e per la determinazione dell'attività emolitica dei microrganismi.

## Formula tipica
- Triptone 14,5 g
- Peptone di soia 5,0 g
- Sodio cloruro 5,0 g
- Agar agar 14,0 g
- Fattori di crescita 1,5 g
- Sangue defibrinato di cavallo o montone 50 ml (5%)

pH 7,4 ± 0,2

## Descrizione
Le piastre pronte all'uso di agar sangue di cavallo sono preparate con un terreno di base che garantisce la crescita ottimale degli streptococchi ed una fertilità superiore nei confronti dei microrganismi esigenti.
L'attività emolitica dei batteri è ottimale sia grazie al terreno di base sia all'impiego di sangue animale standardizzato e di elevata qualità.
Le piastre pronte all'uso di agar sangue di cavallo devono essere seminate ed incubate in accordo alle procedure standard di laboratorio.

## Metodo d'impiego
- Ruotare il tampone con il quale è stato raccolto il campione su un'area ristretta della piastra, quindi strisciare con un'ansa per disperdere l'inoculo.
- Incubare per 18-24 ore in aerobiosi o in atmosfera al 5% di anidride carbonica.
- Su piastre di agar sangue di montone, i microrganismi coltivano con le seguenti caratteristiche:
  - Streptococchi di gruppo A: colonie (1-2 mm) circondate da una zona di trasparenza (β-emolisi)
  - Streptococchi emolitici di gruppo B e C: colonie più grandi (2-4 mm) circondate da una zona di trasparenza (β-emolisi)
  - Streptococchi alfa emolitici di gruppo F, G, K, M viridanti: colonie (1-2 mm) circondate da un alone di colore verde (α-emolisi)
  - Pneumococchi: normalmente colonie larghe, mucose, piatte, circondate da una zona di colore verde (α- emolisi)
  - Stafilococchi: colonie bianche o giallo-oro con o senza alone di beta emolisi
  - Alcune specie di Haemophilus danno reazioni beta emolitiche e possono essere confuse con gli streptococchi beta emolitici.

Le piastre con sangue di cavallo, hanno una vita media inferiore alle corrispondenti piastre con sangue di montone.